# Port lotniczy Sørkjosen
Port lotniczy Sørkjosen – norweski, krajowy port lotniczy położony w Sørkjosen.

## Linie lotnicze i połączenia
| Linia lotnicza | Kierunek                                                           |
| -------------- | ------------------------------------------------------------------ |
| Widerøe        | 1. Berlevåg 2. Hammerfest 3. Kirkenes 4. Mehamn 5. Tromsø 6. Vadsø |